# Vaccinium wondiwoiense
Vaccinium wondiwoiense är en ljungväxtart som beskrevs av J. J.Smith. Vaccinium wondiwoiense ingår i Blåbärssläktet, och familjen ljungväxter. Inga underarter finns listade i Catalogue of Life.